# Église Notre-Dame de Fontenay-le-Comte
Pour les articles homonymes, voir Église Notre-Dame.
L'église Notre-Dame est une église catholique romaine, située à Fontenay-le-Comte, au sud-est de la Vendée, en France. L'église est rattachée de 1317 à 1648 à l'ancien diocèse de Maillezais, avant que ce dernier ne soit déversé dans le diocèse de La Rochelle. Depuis le Concordat du 11 juin 1817, l'église se trouve désormais dans le diocèse de Luçon. 
Si l'existence d'un édifice antérieur de la période romane est attestée par la présence d'une crypte, l'église fut entièrement reconstruite au XVe siècle dans le style gothique flamboyant. Cette construction fut victime de plusieurs destructions au cours des guerres de Religion au XVIe siècle, détruisant les voûtes et abîmant la flèche , et fut transformée en temple de la Raison en 1794 . L'édifice fut progressivement remis en état par une série de restaurations au cours des XIXe siècle et XXe siècle. 
L'église est classée monument historique par liste en 1862.

## Localisation
L'église est située dans le département français de la Vendée, sur la commune de Fontenay-le-Comte, place du 137e régiment d'infanterie, rue Gaston Guillemet, rue Notre-Dame et rue René-Moreau.
L'emplacement de l'église au sein de la ville est significatif. L'édifice est situé sur la rive droite de la Vendée, soit dans l'ancienne cité fortifiée. De la cité médiévale ne subsiste que le dessin dans la topographie de la ville : elle formait un demi-cercle d'environ 85 toises de largeur sur 150 toises de longueur , soit environ 160 mètres sur 292 mètres. L'enceinte fortifiée a largement disparu et il ne reste que quelques ruines de l'ancien château de Fontenay. L'église de Notre-Dame est longée sur son flanc nord par l'ancienne Grande Rue (aujourd'hui rue Gaston Guillemet et rue des orfèvres). D'origine antique, cette voie parcourait la cité d'est en ouest . 
Dans les faubourgs des Loges, sur la rive gauche, se trouve l'église de Saint-Jean de Fontenay-le-Comte ainsi que, désormais disparue, l'église de Saint-Nicolas. 
Au sud de l'édifice se trouve presque accolé le prieuré de Notre-Dame de Fontenay-le-Comte, édifice autrefois rattaché à l'église, comme en témoignent sur l'élévation sud de l'église les traces de solins et de boulins d'un toit reliant les deux constructions.   

## Historique

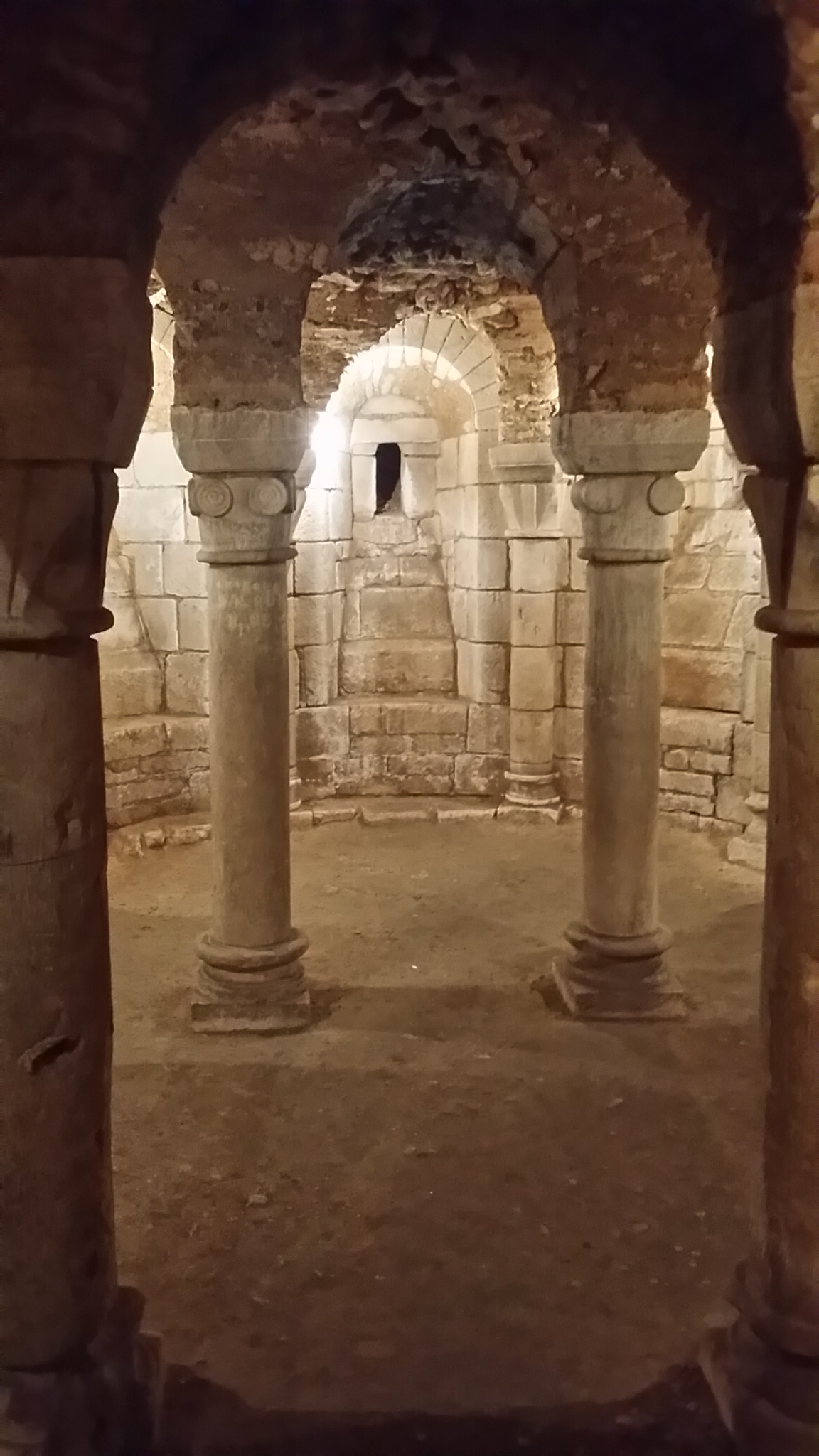
Crypte de l'église datée de la fin du XIe siècle - début du XIIe siècle.

### Édifices antérieurs (XIesiècle-XIVesiècle)
Une crypte romane fut redécouverte en 1846 lors de travaux de réfection du sol dans la nef de l'église. Elle atteste la présence dès cette époque d'une église romane sur l'emplacement de l'actuel édifice. Cette crypte constitue le vestige le plus ancien encore conservé sur le site de l'église de Notre-Dame. De par sa forme, elle s’apparente à d'autres constructions similaires aux Essarts et à Curzon, autres communes de la Vendée. Bien que la crypte fut longtemps datée d'avant le XIe siècle, les écrits actuels placent sa construction plutôt à la fin du XIe siècle ou début du XIIe siècle . Dans un plan de 1949 , l'artiste Emile Boutin dessine les contours d'un édifice roman significativement plus petit que l'église du XVe siècle. Selon la description du plan, les relevés des murs de l'église romane ont été réalisés par l'architecte Jean Merlet durant la construction d'un nouvel accès à la crypte en 1945. Les murs dessinés s'étendent de la façade à l'ouest, que les deux édifices semblent partager, jusqu'à la crypte, supposée sous le chœur de l'église romane.
Des restaurations des voûtes de l'église sont entreprises au XIVe siècle. Ces travaux de reconstruction sont uniquement connus grâce à une courte mention documentaire, datée du 26 août 1378 . L'église Notre-Dame possédait aussi une cloche mentionnant la date de 1351, avant que celle-ci ne soit fondue en 1793 . Outre ces quelques dates, peu de choses sont connues concernant l'église Notre-Dame au XIVe siècle, et donc de l'état de l'édifice avant sa reconstruction.

### Reconstruction de l'église (XVesiècle-XVIesiècle)
L'édifice actuel, plus vaste, date majoritairement du XVe siècle. La première mention des travaux se trouvait sur un bénitier qui fut fondu à la Révolution française. L'inscription du bénitier était la suivante :   

« Le VIe jour d'Aougst l'an mil CCCC XXIII furent commencees a faire III voutes neufves de ceans ; Item fut faict icet benestier en moys de may, l'an mil CCCC XXXVIII  »

Le chantier de trois nouvelles voûtes fut donc lancé le 6 août 1423 ; le bénitier est lui plus tardif (mai 1438). Une série d'indulgences est accordée par la suite aux bienfaiteurs de l'église Notre-Dame : le 26 mars 1424 par l'antipape Clément VIII  et le 15 mai 1445 par le légat du pape Eugène IV . Une dernière date est visible encore sur la grande cloche de l'église : elle fut réalisée en 1466 à la demande de la fabrique de l'église et des habitants de la ville . Il est toutefois difficile de s’appuyer sur cette date de 1466 pour déterminer la fin des travaux, les constructions ne se terminant pas nécessairement par le clocher.       
L'église flamboyante fut construite en trois grandes étapes . Le premier projet, entamé au tout début du XVe siècle, comprenait uniquement deux vaisseaux, correspondant au vaisseau central et au collatéral sud. Dans la seconde moitié du XVe siècle est ajouté le collatéral nord. Notre-Dame est achevée au début du XVIe siècle avec le chevet et le portail ouest.        
L'église est terminée dans un style architectural renaissant autour de 1540. La chapelle des Brisson, autrefois nommée chapelle Saint-Pierre, se trouve dans la dernière travée du collatéral sud. Le maître maçon ainsi que les coûts de constructions sont mentionnés dans les comptes de la fabrique : en 1540, Liénard de Réau , deux apprentis et trois maçons sont réglés de la somme de 439 livres tournois, 17 sous et 2 deniers pour l'année. La pierre utilisée est indiquée comme venant de Longèves, commune située à 4 kilomètres de l'église. Sur l'extérieur de la chapelle se trouve deux bandeaux gravés : l'un porte les mentions « L.R » et « 1542 » tandis que le second porte la date de 1543. Les petites chapelles du chœur, cachées derrière le retable, sont vraisemblablement de la même époque. On ne trouve toutefois pas de mention de leurs constructions dans les comptes de la fabrique.       

### Destructions et désaffectations (XVIesiècle-XVIIIesiècle)
Lors des guerres de religion du XVIe siècle, notamment à la suite de sept sièges de la ville par les Catholiques ou les Protestants, le bâtiment est fortement endommagé. Le 5 septembre 1568, les piliers des trois églises sont visés. Par un système explosif placé sur les piles, les voûtes médiévales s'écroulent . En 1574, l'église est transformée en magasins de vivres et une toiture provisoire est érigée sur les bas-côtés . Le 31 août de cette même année, alors que la ville est reprise par les catholiques, c'est la flèche qui est prise pour cible. L'escalier ainsi que la maçonnerie sont fortement endommagés . La prise de la ville par Henri de Navarre en 1587 fait de nouveau cesser le culte dans l'église.  
L'église passe en 1599 sur la juridiction de René Vyon, curé de la paroisse . Plusieurs projets de travaux sont lancés pour réparer les dommages de la structure. En 1600, une charpente est construite par Jean et Ambroise Bienvenue pour remplacer les voûtes médiévales . Le clocher et l'escalier sont réparés en 1603 par François de la Foye et René Robin, tailleurs de pierre, ainsi que François Tymonier et Mathurin Chassay, couvreurs, pour la somme de 950 livres .   
Les guerres de religion laissent l'abbaye de Maillezais dévastée. Dans les années 1620, les autorités politiques et religieuses s'emploient alors à trouver une ville susceptible d'accueillir le nouvel évêché. Les prétendantes sont pourtant peu nombreuses. Niort est envisagée (bien que la ville ne soit pas située dans le diocèse), mais finit par être écartée. La possibilité d'une cathédrale à Notre-Dame de Fontenay-le-Comte est ensuite étudiée sous l'impulsion d'Henri de Béthune. Urbain VIII signe en 1630 une bulle validant le choix de l'église et le transfert à Fontenay-le-Comte du siège épiscopal de Maillezais. Toutefois, la ville est hostile au projet et dissuade finalement Henri de Béthune de demander au roi les lettres patentes pour l'exécution des bulles papales .    
En 1648, un marché est passé avec les maîtres maçons André Cousturier, Mathurin Vandé, Vincent Mesreau, Charles Allard, Jean Descoust, Jean Jourdin, André Béraud, et le maître charpentier Louis Sire. Les voûtes des bas-côtés sont reconstruites en pierre tandis que le vaisseau central est couvert d'un lambris, faute de moyens . Le grand retable de pierre et de marbre de l'abside est commandée en 1687 à l'artiste flamand Joseph Van Gheluwen . En 1696, un devis pour une nouvelle reconstruction du clocher est demandé à François Leduc, dit de Toscane . Une inscription à la base du clocher, sur la façade est, atteste la pose de la première pierre en 1700. Il est toutefois difficile d'estimer l'étendue de la reconstruction, le clocher médiéval d'origine n'ayant pas été documenté. La chaire à prêcher, œuvre du sculpteur niortais Elie-Jean Drouard, est commandée en avril 1784 .    

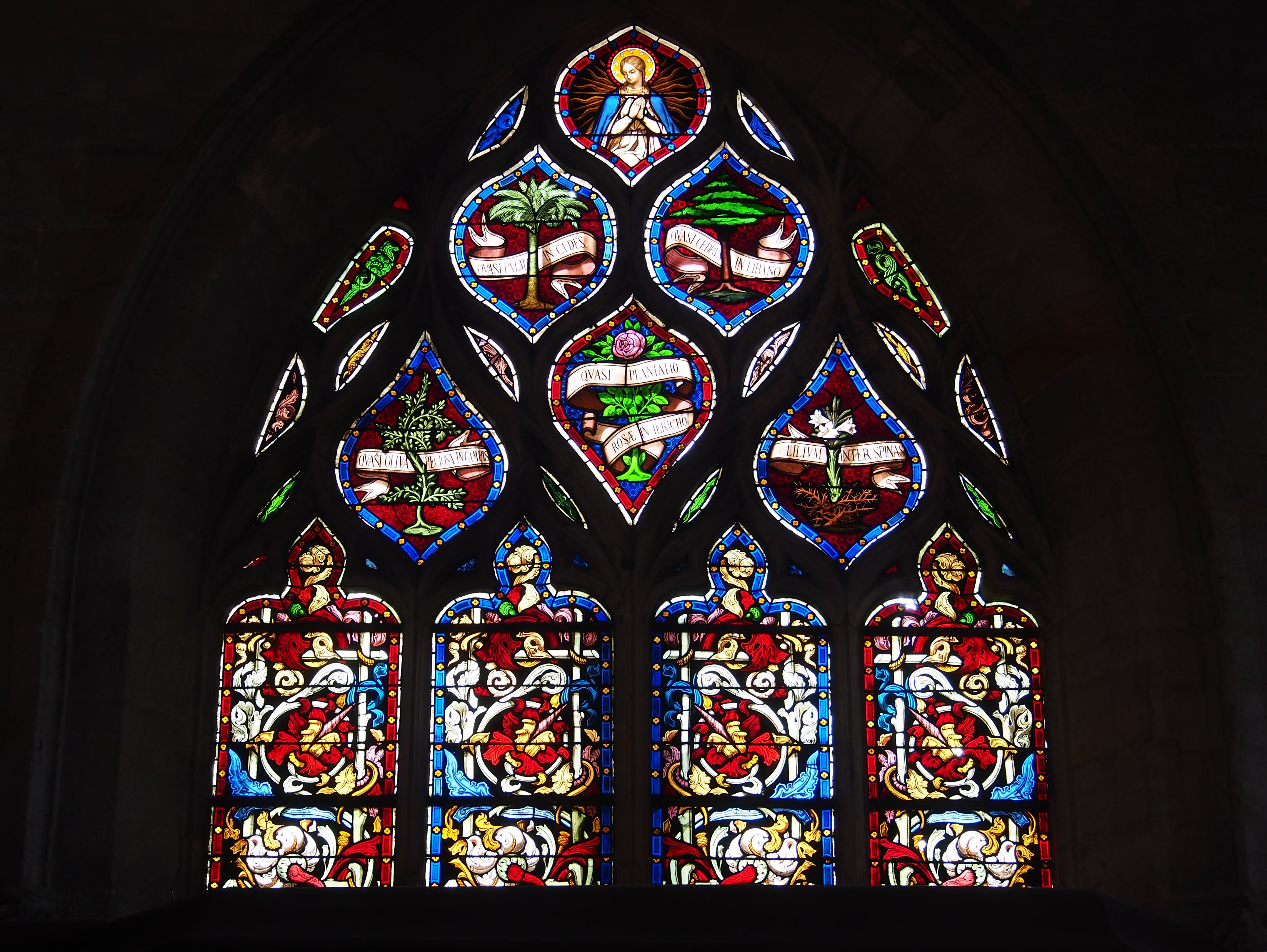
Vitrail des Emblèmes des grandeurs de Marie (posé en juin 1853) par M. Lobin - Première travée du collatéral nord.

Cet élan de commandes et de constructions s'éteint à la Révolution française. Plusieurs événements affectent l'église de Notre-Dame : deux des cinq grandes cloches sont fondues dès 1792 ; d'abord devenue une caserne en 1793, l'église est transformé en 1794 en temple de la Raison ; plusieurs fois, des destructions d'images (lys, statues) sont commandées . L'étendue de ces destructions demeure toutefois très floue. En 1800, l'édifice est rendu au culte catholique mais il faut attendre 1803 pour la reprise des célébrations. 
L'intérieur est à nouveau refait. Seul le retable, la chaire, deux calices de vermeil de l'époque Louis XIV, quelques chandeliers de style Louis XV et plusieurs ornements sont épargnés.
De passage à Fontenay-le-Comte le 7 et 8 août 1808, Napoléon 1er accompagné de l'impératrice Joséphine, ordonne qu'une messe soit chantée le 15 août suivant à l'occasion de sa fête et de sa régénération du culte catholique.

### Campagnes de restaurations (XIXesiècle-XXesiècle)
À partir du 6 août 1837, le curé Félix-Marie Ferchaud arrive pour une durée de 41 années. Il entama de nouvelles reconstructions. De 1849 à 1853, les vitraux sont remplacés par de nouvelles créations de M. Lobin, maître verrier de Tours . Le portail Nord est restauré en 1854. Octave de Rochebrune, artiste et membre de la fabrique, supervise la restauration du portail ouest en 1855, ainsi que la création d'un autel dédié à la Vierge dans l’absidiole nord du chœur . En 1890, les frères Courtière réalisent la tribune pour accueillir l'orgue, toujours sous la direction d'Octave de Rochebrune .
Ce sont surtout les architectes des monuments historiques qui procèdent à d'importantes restaurations sur l'ensemble de l'édifice : Pierre-Théophile Segretain pour la flèche en 1844, Henri Deverin pour le chevet entre 1896 et 1912 ou encore Henri Chaine pour les voûtes de la nef et du chœur entre 1896 et 1902. Les maisons qui longeaient autrefois le flanc nord de l'édifice sont détruites entre 1912 et 1926 . Au cours du XXe siècle, l'architecte Jean Merlet restaure les baies du chevet , une partie du portail nord, et entreprend la création d'une galerie donnant sur la crypte romane. 
L'édifice fait toujours l'objet de restaurations régulières, notamment la chapelle des Brisson.

## Architecture

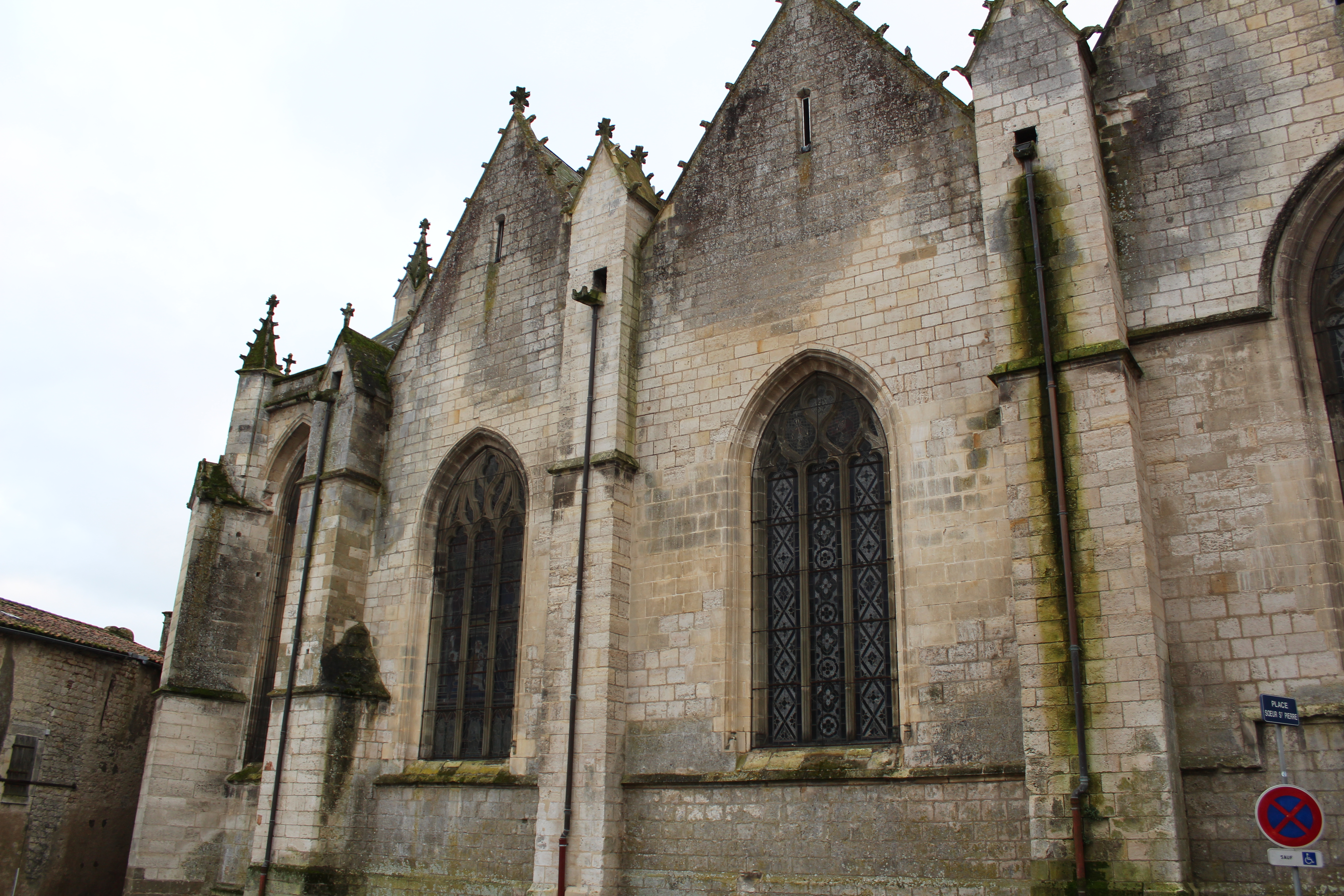
Élévation nord - Murs pignons des quatrième et troisième travée.

### Description générale
L'église gothique de Notre-Dame est une vaste église composée de trois vaisseaux à quatre travées. Approximativement, l'édifice mesure 32 mètres de largeur et 50 mètres pour sa longueur maximale. Il n'y a pas de transept, bien que la troisième travée du collatéral sud soit dotée d'une porte. Le chœur est polygonal, en opposition au chevet plat souvent observable dans le Poitou pour les églises du XVe siècle . L'entrée principale se trouve au nord car elle donnait directement sur l'ancienne Grande-Rue. Ce portail est surmonté d'un porche très peu saillant. Sur la façade ouest se trouve un second portail, de moindre envergure, mais soigneusement décoré. Le clocher s'élève sur la première travée du collatéral sud. Trois petites chapelles reliées se trouvent derrière le retable du chœur.  
L'ensemble est voûté au XIXe siècle d'ogives. Le chœur et les absidioles sud et nord possèdent lui des voûtes à liernes et tiercerons et à clés pendantes. Les piles médiévales ont disparu et sont remplacées par des piliers circulaires à l’exception des deux premières travées du côté sud, où piles composites sont conservées jusqu'à leurs chapiteaux.  
L'édifice est construit en pierre de taille de nature calcaire. Si les carrières médiévales utilisées pour la construction ne sont pas connues, la pierre utilisée est similaire au reste des constructions de la ville et fut probablement extraite localement. L'édifice ne possède qu'un niveau d'élévation composé de grandes fenêtres. Toutefois, on observe des superpositions d’ouvertures pour les portails (portails surmontés de grandes verrières) et pour le chœur (chapelles sans fenêtres surmontées de grandes baies). Les baies sont en arc brisé. L'élévation extérieure consiste principalement en une succession de murs pignons séparés par des contreforts.  
Les travaux du XVe siècle et XVIe siècle forment un ensemble assez homogène, supposant des travaux de construction continus tout au long du XVe siècle pour s’achever au XVIe siècle avec la chapelle des Brisson et les chapelles du chœur, dont le style est plus renaissant.

### Crypte
La crypte se compose de deux espaces : un petit hémicycle (le chœur en abside), précédé par un espace plus large (la nef). La structure est voûtée d'arêtes reposant sur quatorze colonnes, dont dix engagées contre les murs. Les deux colonnes faisant la jonction entre les deux espaces ont des chapiteaux carrés à volutes. Les autres chapiteaux présentent un motif végétal très géométrique. L'abside possède trois niches profondes. Aucune relique connue n'est conservée dans la crypte de Notre-Dame, aucun autel n'y est aussi présent. La fonction principale de la crypte demeure donc inconnue.  

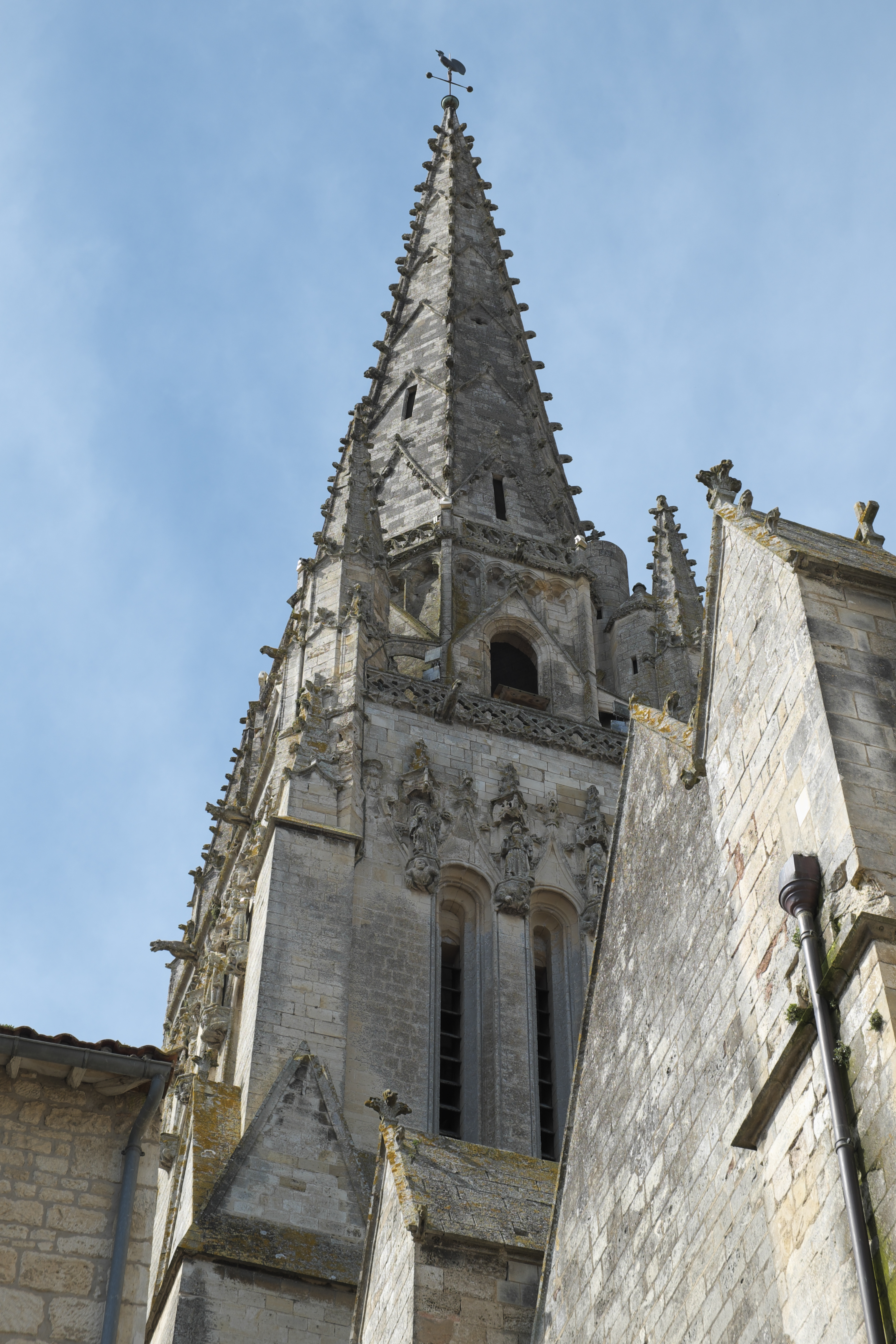
Face Est du clocher - vue depuis la rue René-Moreau.

### Clocher
Le clocher est l'un des éléments les plus commentés de l'église Notre-Dame. Claude de Mahé décrit le clocher comme « l'une des plus belles pièces d'architecture qu'il y ait dans le royaume » . La structure se compose d'une base carrée s’élevant à plus 40 m de hauteur, puis d'une seconde partie octogonale entourée de balustrades et pignons et atteignant les 50 m, puis une flèche culminant à 80 m de hauteur dans sa structure empierrée. L'ajout d'une croix métallique surmontée d'un coq place la hauteur totale autour de 83 m, soit proche des 85 m atteint par la cathédrale Notre-Dame-de-l’Assomption de Luçon. 
Une série de statues se trouvent sur la base carrée du clocher, en dessous de la section octogonale. Dix-neuf statues sous dais sont conservées. Benjamin Fillon propose en 1853 une rapide étude et attribution de ces statues  et remarque que les statues sont orientées en fonction des différents établissements de la ville. Certaines attributions sont toutefois aujourd'hui discutées. Les interprétations récentes proposent la lecture suivante :  
- Face Nord : 7 statues conservées - la Vierge, Gabriel, saint Louis (en tenue de pèlerin), saint Roch de Montpellier, saint Pierre, un abbé (Saint Venant de Tours ou Ssint Philibert de Tournus) , sainte Catherine d'Alexandrie
- Face Est : 4 statues conservées - saint Jean l'Évangéliste, sainte Marguerite d'Antioche, saint Martin de Tours et saint Jacques le Majeur
- Face Sud : 2 statues conservées - saint François d'Assise et sainte Claire d'Assise
- Face Ouest : 1 statue conservée - saint Hilaire de Poitiers

### Portails
L'église Notre-Dame de Fontenay-le-Comte possède trois entrées distinctes : deux portails au nord et à l'ouest et une porte décorée plus petite au sud. Les trois ouvertures ont été réalisées au cours des grandes campagnes de construction du XVe siècle. Tous ont été altérés par des actes iconoclastes, sans que l'on puisse déterminer s'ils sont liés aux guerres de Religion ou la Révolution française. 

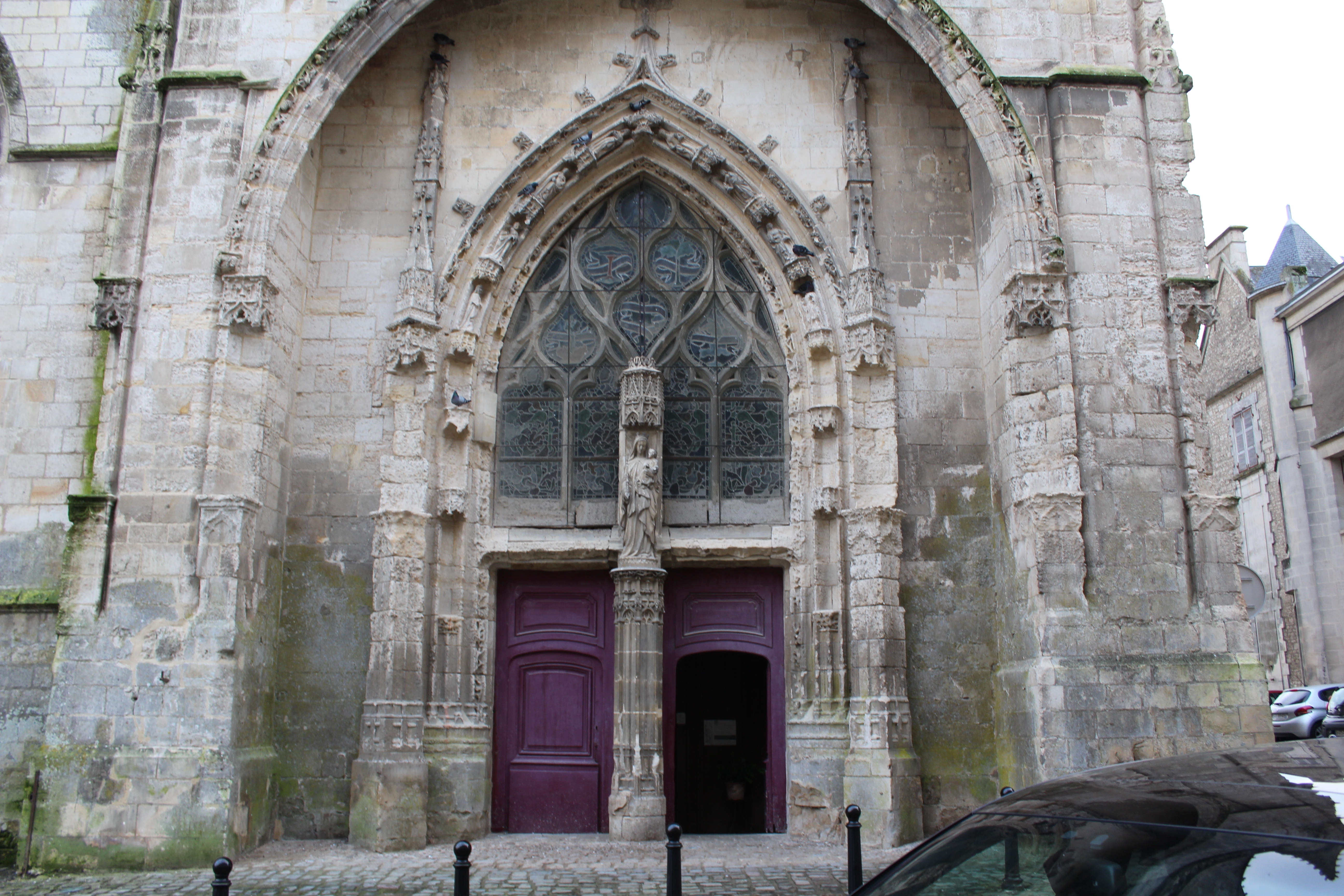
Portail Nord.
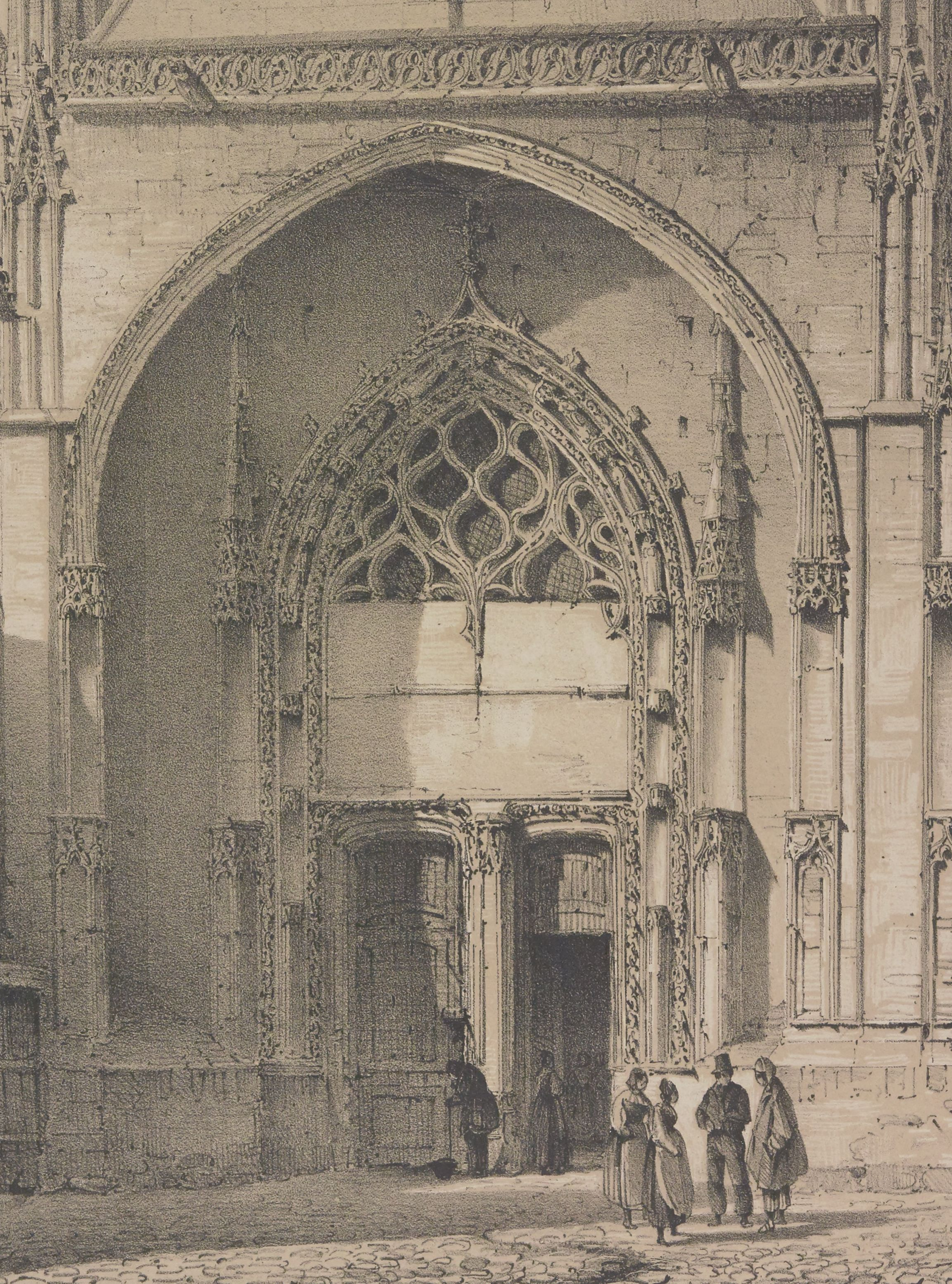
Portail avant sa restauration de 1854.

Le portail Nord, donnant la rue Gaston Guillemet, est le portail principal de l'église. Son chantier n'étant pas documenté, son style indique un début de construction autour des années 1470-1480 . Donnant sur l'ancienne artère la ville, cette entrée est la plus décorée de l'édifice. Le portail se construit autour de deux plans : un premier où se trouvent le portail décoré et le second, en avancée, formant un porche peu saillant par la présence d'une structure voûtée s'ouvrant par un arc légèrement brisé. Le porche est doté d'une demi-voûte d'ogives, où la clé de voûte est encastrée dans le mur du portail. Le portail est composé des deux portes séparées par un trumeau. La niche du trumeau, datant du XIXe siècle, se prolonge dans le tympan ajouré par une baie ajourée au remplage flamboyant. Une série de niches et de frises se trouvent dans les voussures et les ébrasements. Le portail est cintré de deux petits contreforts adossés surmontés de pinacle. Le tout est achevé par un fleuron végétal.  
Le portail a perdu une grande partie de ses statues : seules huit demeurent dans les voussures. La pierre est aussi particulièrement attaquée, rendant peu lisibles les détails des sculptures et des décorations. Le portail fut fortement restauré en 1854 mais garde sa composition originale à l'exception de l'ajout d'une niche surmontant le trumeau (nous ne savons pas si elle existait auparavant), et de la reprise des linteaux des portes, entraînant la disparation des arcs en anse de panier primitif. La décoration dans son ensemble fut fortement reprise durant cette restauration.  

La statue du trumeau, ajoutée au XIXe siècle, représente une Vierge à l'Enfant. Les statues des voussures sont interprétées comme étant des Vierges sages et Vierges folles . Celles de gauche tiennent des lampes à huile droites tandis que celles de droite tiennent les lampes retournées. Cette thématique est notamment récurrente dans les portails romans du Poitou et de la Saintonge. L'absence d'un christ rend toutefois la scène incomplète.  

Portail Ouest.

Le portail Ouest, donnant sur la rue Notre-Dame, est le portail secondaire de l'église. Moins accessible, son emplacement sur la façade occidentale tend tout de même à lui donner une certaine importance, justifiant sa décoration. Le portail, au centre de la façade, s'étend en hauteur jusqu'à la tablette de la grande baie centrale. Il se compose d'une porte à arc en anse de panier surmonté d'un gable décoré de chaque côté par des crochets végétaux ainsi que d'un fleuron. De chaque côté se trouvent des colonnes torsadées surmontées d'une niche. Le gable recouvre une arcature aveugle d'où se dessine une série de remplages. Le portail ne possède plus de statues et une partie de sa décoration sculptée supérieure a disparu au cours du XXe siècle. La construction du portail n'est pas documentée, mais la présence des colonnes torsadées et le style global suggèrent une construction autour des années 1510-1520 .  

Le portail est restauré en 1855 par le sculpteur Ambroise Touzé sous la direction d'Octave de Rochebrune . L'étendue de la restauration est connue grâce au devis et au dessin préliminaire d'Octave de Rochebrune, documents conservés dans les archives paroissiales. Une grande partie de la décoration supérieure est retravaillée : l'intérieur du gable où est ajouté le monogramme MA, les remplages aveugles dessinés dans l'arcature et la quasi-totalité des frises et des crochets.  

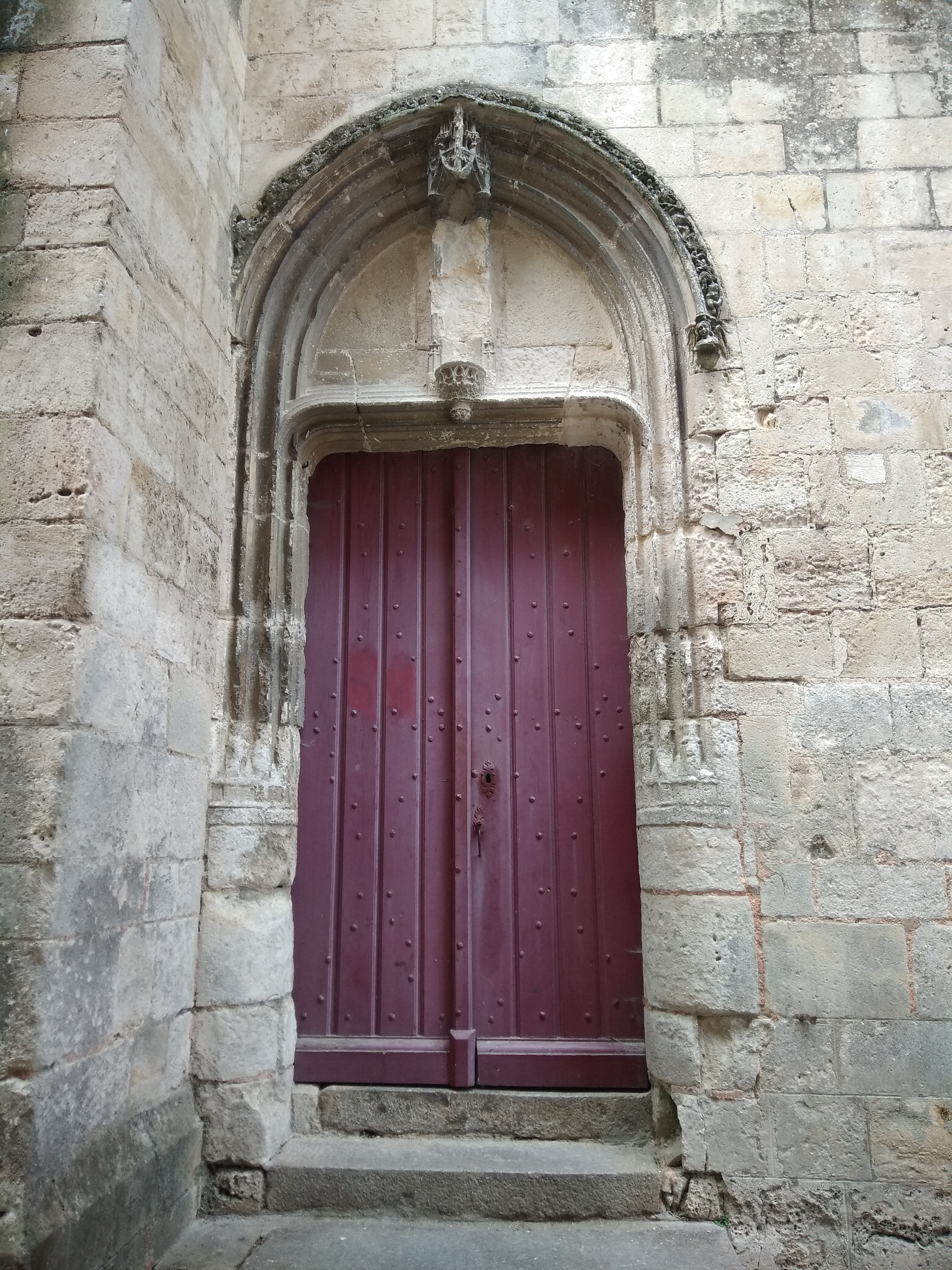
Porte sud

La porte Sud, donnant sur la rue René-Moreau, est une porte secondaire. L'ouverture est placée dans la troisième travée du collatéral sud et dessert une rue particulièrement étroite. L’existence de cette porte est probablement liée à la présence du prieuré Notre-Dame de Fontenay-le-Comte, bâtiment autrefois attenant à l'église, et que la porte sud devait relier directement. La porte est décorée d'une frise dans son archivolte, se finissant par des modillons d'anges. Dans le tympan apparaît un dais qui couvrait une statue, désormais disparue.